# Tamias rufus
La ardilla rayada de Hopi (Tamias rufus) es una pequeña especie de mamífero roedor esciuromorfo de la familia Sciuridae que habita en Colorado, Utah y Nuevo México, en el suroeste de Estados Unidos. Anteriormente estaba clasificada dentro de la especie Tamias quadrivittatus.
Las ardillas rayadas de Hopi son animales generalmente tímidos, y suelen vivir en montones de piedras o en las grietas de las rocas, en bosques de juníperos.